# XXIX Brygada Piechoty (II RP)
XXIX Brygada Piechoty Wielkopolskiej (XXIX BP) – brygada piechoty Wojska Polskiego II RP.

## Historia brygady
Na podstawie rozkazu Nr 1200/Z Departamentu I Ministerstwa Spraw Wojskowych z 10 grudnia 1919 roku „Przeprowadzenie zjednoczenia Armii Wielkopolskiej z Armią Krajową” dotychczasowa I Brygada 2 Dywizji Strzelców Wielkopolskich została z dniem 1 stycznia 1920 roku przemianowana na XXIX Brygadę Piechoty Wielkopolskiej, a wchodzące w jej skład 5 i 6 pułki strzelców, odpowiednio na 59 i 60 pułki piechoty wielkopolskiej. Brygada była formacją frontową podległą w czasie wojny Naczelnemu Dowództwu. Na terenie Okręgu Generalnego „Poznań” zostały rozmieszczone formacje „krajowe”, których zadaniem było uzupełnianie walczących jednostek. Dotychczasowy batalion zapasowy 5 pułku strzelców w Inowrocławiu został przemianowany na batalion zapasowy 59 pułku piechoty wielkopolskiej, natomiast batalion zapasowy 6 pułku strzelców w Osiecznej został przemianowany na batalion zapasowy 60 pułku piechoty wielkopolskiej i miał zostać dyslokowany do Jarocina. Także dowództwo brygady miało być przeniesione z Osiecznej do Jarocina. XXIX Brygada Piechoty Wielkopolskiej weszła w skład 15 Dywizji Piechoty Wielkopolskiej.
W 1921 roku XXIX BP została rozwiązana. 59 pułk piechoty wielkopolskiej pozostał w składzie 15 DP, natomiast 60 pułk piechoty wielkopolskiej wszedł w skład nowo sformowanej 25 Dywizji Piechoty.

## Organizacja
Organizacja brygady z dnia 1 stycznia 1920 roku
- dowództwo XXIX Brygady Piechoty Wielkopolskiej
- 59 pułk piechoty wielkopolskiej
- 60 pułk piechoty wielkopolskiej

## Dowódcy brygady
- tyt. płk pd SG Wacław Jan Przeździecki[3] (9 VII 1919 – 15 IX 1920)[4]
- płk piech. Stanisław Wrzaliński (8 VIII 1920 – 1921)[5]